# Joachim Peter Schoenes
Joachim Peter Schoenes (ur. 2 kwietnia 1944 w Braniewie) – niemiecki fizyk, w latach 1994–2004 profesor uniwersytecki w Instytucie Fizyki i Optyki Półprzewodników Politechniki Federalnej w Zurychu w Szwajcarii.

## Życiorys
Urodził się w Braniewie w Prusach Wschodnich w rodzinie Franza Schoenes i Irmgard z domu Motzki.
W latach 1963–1969 studiował fizykę w Uniwersytecie Kraju Saary (Universität des Saarlandes) w Saarbrücken. W latach 1974–1975 był stypendystą w International Business Machines Corporation w San Jose w Kalifornii. W 1974 uzyskał stopień doktora nauk ścisłych (Dr. sc. nat.) na podstawie dysertacji Magnetooptik und elektronische Struktur der magnetisch ordnenden Europiumchalkogenide napisanej pod kierunkiem prof. Timo Buscha.
W latach 1975–1993 był wykładowcą w Politechnice Federalnej w Zurychu w Szwajcarii. W 1980 uzyskał habilitację na podstawie pracy Electronic structure of cubic uranium compounds na tej uczelni. W latach 1994–2004 był dyrektorem Instytutu Fizyki i Optyki Półprzewodników. W 2005 sprawował urząd dziekana tejże uczelni. 
W 2008 był dyrektorem Instytutu Fizyki Materii Skondensowanej.